# Josef Dobiáš (historik)
Josef Dobiáš (26. září 1888 Pelhřimov – 20. ledna 1972 Praha) byl český historik a klasický filolog.

## Život
Po maturitě na pelhřimovském gymnáziu odešel studovat historii a klasickou filologii do Prahy (1908–1911). V letech 1911–1924 působil jako profesor na pražských gymnáziích a 1920–1924 jako profesor Filozofické fakulty Univerzity Karlovy. Byl členem České akademie věd a umění a Královské české společnosti nauk, od roku 1952 akademik Československé akademie věd.
Dobiáš byl předním evropským znalcem antické numismatiky a antické kultury vůbec. Věnoval se zejména studiu císařského období antického Říma. Speciálně se zaměřil na dějiny římské provincie Sýrie a na zkoumání vztahů mezi římským impériem a dnešním československým územím (Dějiny československého území před vystoupením Slovanů, 1964). Byl autorem učebnice Všeobecný dějepis pro vyšší třídy středních škol (1932) a syntetické práce Dějepisectví starověké (1948). Do oblasti českých regionálních dějin přispěl nedokončenou monografií Dějiny královského města Pelhřimova a okolí I-V (1927–1971).

### Rodinný život
Byl ženat s básnířkou Ludmilou Šebestovou, píšící pod pseudonymem Simonetta Buonaccini. Manželství se rozpadlo. Dobiášovou druhou ženou se pak stala jeho žačka Božena Černá, dcera slavisty Adolfa Černého, s nímž spoluvlastnil vilu na Střešovické 461/19 v Praze 6.

## Dílo
- Všeobecný dějepis pro vyšší třídy škol středních
- Dějiny královského města Pelhřimova a jeho okolí
- Husův poslední den
- Dějepisectví starověké
- Dějiny československého území před vystoupením Slovanů